# Iridopsis submarginata
Iridopsis submarginata är en fjärilsart som beskrevs av W. Warren 1907. Iridopsis submarginata ingår i släktet Iridopsis och familjen mätare. Inga underarter finns listade i Catalogue of Life.